# Elkin Soto
Elkin Soto Jaramill (Manizales, 4 agosto 1980) è un ex calciatore colombiano, di ruolo centrocampista.

## Carriera

### Club
Dopo aver giocato con Once Caldas e Barcellona S.C., nel 2007 si trasferisce al Magonza. Il 3 maggio 2015, al minuto 33 della partita persa contro l'Amburgo, subisce un gravissimo infortunio: dopo uno scontro di gioco con un avversario, la gamba ha una torsione innaturale, che provoca la rottura del ginocchio sinistro del calciatore colombiano. Il giorno dopo Christian Heidel, direttore sportivo della squadra tedesca, propone al giocatore il simbolico rinnovo del contratto, che sarebbe scaduto a giugno.

### Nazionale
Conta 25 presenze e 6 reti con la Nazionale colombiana.

## Palmarès
- Campionato colombiano: 1

Once Caldas: 2003-I
- Coppa Libertadores: 1

Once Caldas: 2004
- Coppa Asoguayas: 1

Barcellona: 2006